# Демидівська волость (Тираспольський повіт)
Демидівська волость — історична адміністративно-територіальна одиниця Тираспольського повіту Херсонської губернії.
Станом на 1886 рік — складалася з 11 поселень, 12 сільських громад. Населення — 3578 осіб (1741 осіб чоловічої статі та 1837 — жіночої), 552 дворових господарств. Площа — 431,56 км2.
|                     | Площа, десятин | У тому числі орної, дес. |
| ------------------- | -------------- | ------------------------ |
| Сільських громад    | 4135           | 2951                     |
| Приватної власності | 32366          | 10466                    |
| Казенної власності  | —              | —                        |
| Іншої власності     | 3000           | 2115                     |
| Загалом             | 39501          | 15532                    |

Основні поселення волості:
- Демидове — село при річці Тилігул за 120 верст від повітового міста, 1068 осіб, 120 дворів, православна церква, школа, земська станція, 3 лавки. За 12 верст — лютеранський молитовний будинок.
- Анатолівське (Демидівка) — село при ставках, 303 особи, 58 дворів, земська станція.
- Балайчук — село при ставках, 627 осіб, 110 дворів, земська станція, лавка.
- Бернадівка (Чижова) — село при річці Тилігул, 355 осіб, 61 двір, лавка.
- Яковлева (Жукова) — село при річці Тилігул, 509 осіб, 90 дворів, паровий млин, лавка.